# Saif Aissaoui
Saif Aissaoui, né le 17 janvier 1990 au Kef, est un basketteur tunisien.
En décembre 2014, il prend la cinquième place de la 29e édition de la coupe d'Afrique des clubs champions avec l'Union sportive monastirienne après avoir perdu en quarts de finale (57-74) contre le Sporting Club d'Alexandrie et remporté le match pour la cinquième place (86-78) contre le Primeiro de Agosto à Tunis. Il est le neuvième meilleur passeur du tournoi avec trois passes décisives en moyenne par match.
Durant la 32e édition, il prend la troisième place avec l'Union sportive monastirienne ; il joue dix minutes en moyenne aux six matchs du tournoi.
Le 12 décembre 2019, il rejoint Ezzahra Sports. Le 28 décembre 2020, il signe en faveur de l'Étoile sportive du Sahel.
En août 2021, il renforce l'Étoile sportive de Radès.

## Carrière
- 2010-2018 : Union sportive monastirienne (Ligue 1)
- 2018-2019 : Club africain (Ligue 1)
- 2019 (3 mois) : Dalia sportive de Grombalia (Ligue 1)
- 2019-2020 : Ezzahra Sports (Ligue 1 et 2)
- 2020-2021 : Étoile sportive du Sahel (Ligue 1)
- 2021 (4 mois) : Étoile sportive de Radès (Ligue 1)
- 2022 (6 mois) : Étoile sportive du Sahel (Ligue 2)
- 2022-2023 : Ezzahra Sports (Ligue 1)
- 2023 (3 mois) : Étoile sportive de Radès (Ligue 1)
- 2023-2024 : Ezzahra Sports (Ligue 1)
- depuis 2024 : Union sportive El Ansar (Tunisie, Ligue 1)

## Palmarès
- Champion de Tunisie (division nationale B) : 2020, 2022
- Coupe de la Fédération : 2018, 2020
- Championnat maghrébin des clubs : 2012
- Médaille de bronze à la coupe d'Afrique des clubs champions 2017 (Tunisie)